# Tieste (Ennius)
Tieste este o tragedie scrisă de poetul roman Quintus Ennius în anul 169 î.Hr. din care au rămas doar câteva fragmente (21).

## Controverse
Pellegrino Ernetti, întrebat de părintele Francois Brune, a susținut că poate reproduce întreaga piesă pe care ar fi văzut-o cu ajutorul cronovizorului inventat de el.